# Носова, Евфимия Павловна
Евфимия Павловна Носова (ур. Рябушинская; 8 августа 1881, Москва — 26 августа 1976, Рим) — русский коллекционер начала XX века произведений русского изобразительного искусства.

## Биография
Родилась в семье московского промышленника и общественного деятеля Павла Михайловича Рябушинского (1820—1899), представителя старинного старообрядческого рода. Мать, Александра Степановна (1852—1901), была дочерью крупного зерноторговца Степана Тарасовича Овсянникова, осуждённого в 1874 году за поджог конкурента. Сестра Михаила, Николая и Степана Рябушинских.
В 1902 году вышла замуж за Василия Васильевича Носова (1872—1939), сына В.Д.Носова, одного из владельцев известной суконной фирмы в Москве.
Как и её братья стала собирать художественную коллекцию, в ней постепенно появились произведения художников Владимира Боровиковского, Алексея Венецианова, Ореста Кипренского, Дмитрия Левицкого, Фёдора Рокотова, Михаила Теребенёва, Василия Тропинина, Пьетро Ротари и Сальваторе Тончи.
Московский особняк Е. П. Носовой (подарок свёкра на свадьбу, современный адрес — Малая Семёновская улица, д. 1) стал одним из художественных центров Москвы, где устраивались литературные вечера, театральные представления, вернисажи с участием поэта Кузмина, художников Судейкина, Сомова, Добужинского и других. Часто позировала для своих портретов, её писали Александр Головин, Константин Сомов и Николай Феофилактов, ваяла Анна Голубкина.
«Она была типичной представительницей меценатствующего московского капитализма», — вспоминал её племянник Ю. А. Бахрушин, — «Окружённая поэтами-символистами и художниками-„мирискуссниками“, она „рассудку вопреки, наперекор стихиям“ превращала памятный мне по детству старый носовский дом на Введенской площади во дворец Козимо Медичи».
После революционных событий 1917 года в России семья эмигрировала. Ещё до отъезда самые ценные картины сдала на временное хранение в Третьяковскую галерею (ныне — ГТГ) и в Театральный музей им. А. А. Бахрушина (позже также переданы в ГТГ). В.В. Носов сохранил некоторые средства, и семья не бедствовала несмотря на то, что последние восемь лет жизни Василий Васильевич тяжело болел. Евфимия Павловна преданно ухаживала за мужем.
Похоронена на римском кладбище Кампо-Верано (RE, в стене против R4, 23), на плите указаны даты жизни: 1886—1976.
Дети: 
- Августа (Стина) Васильевна Носова (1901—?)
- Кира Васильевна Носова (1901—?), а замужестве Франгиз Пакраван[4]. Позже Фатулла Пакраван женился на двоюродной сестре Киры — Александре Дмитриевне Рябушинской[5][6].
  - Внучка Мехрангиз и двое внуков: Масуд и Хосро. Правнук — Масуд, живет в США.

## В искусстве

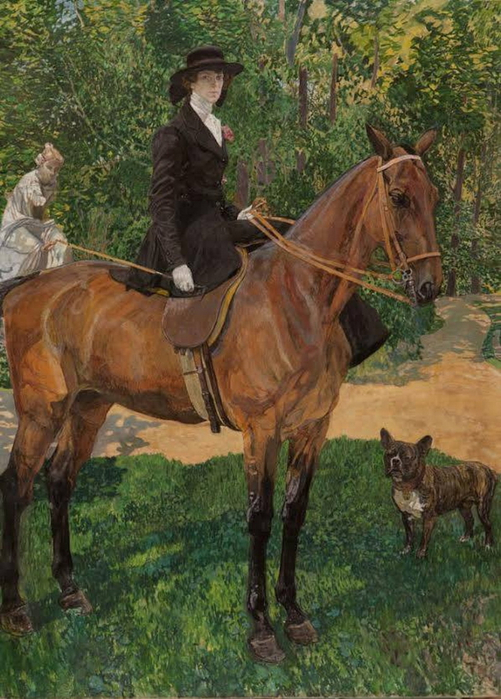
На портрете кисти А. Головина
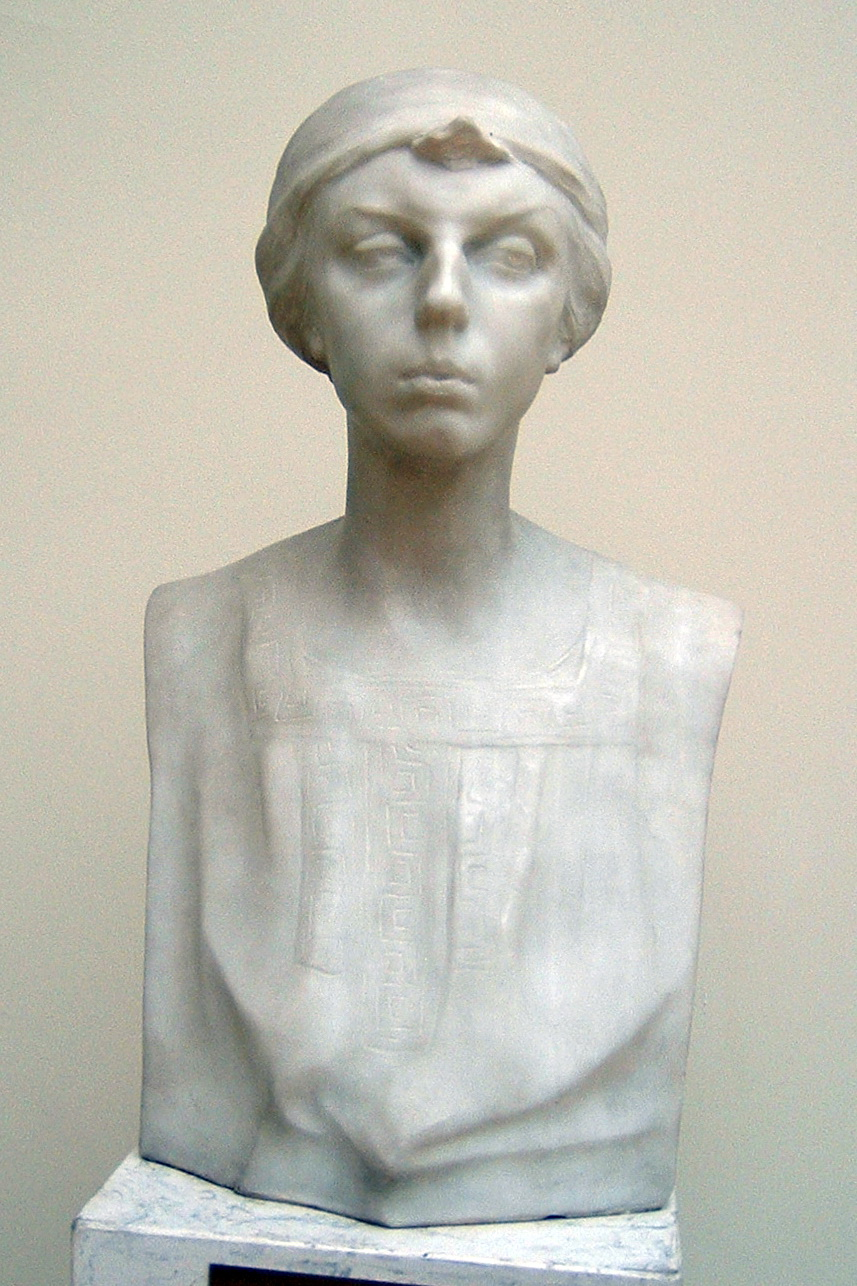
В бюсте Анны Голубкиной (мрамор)
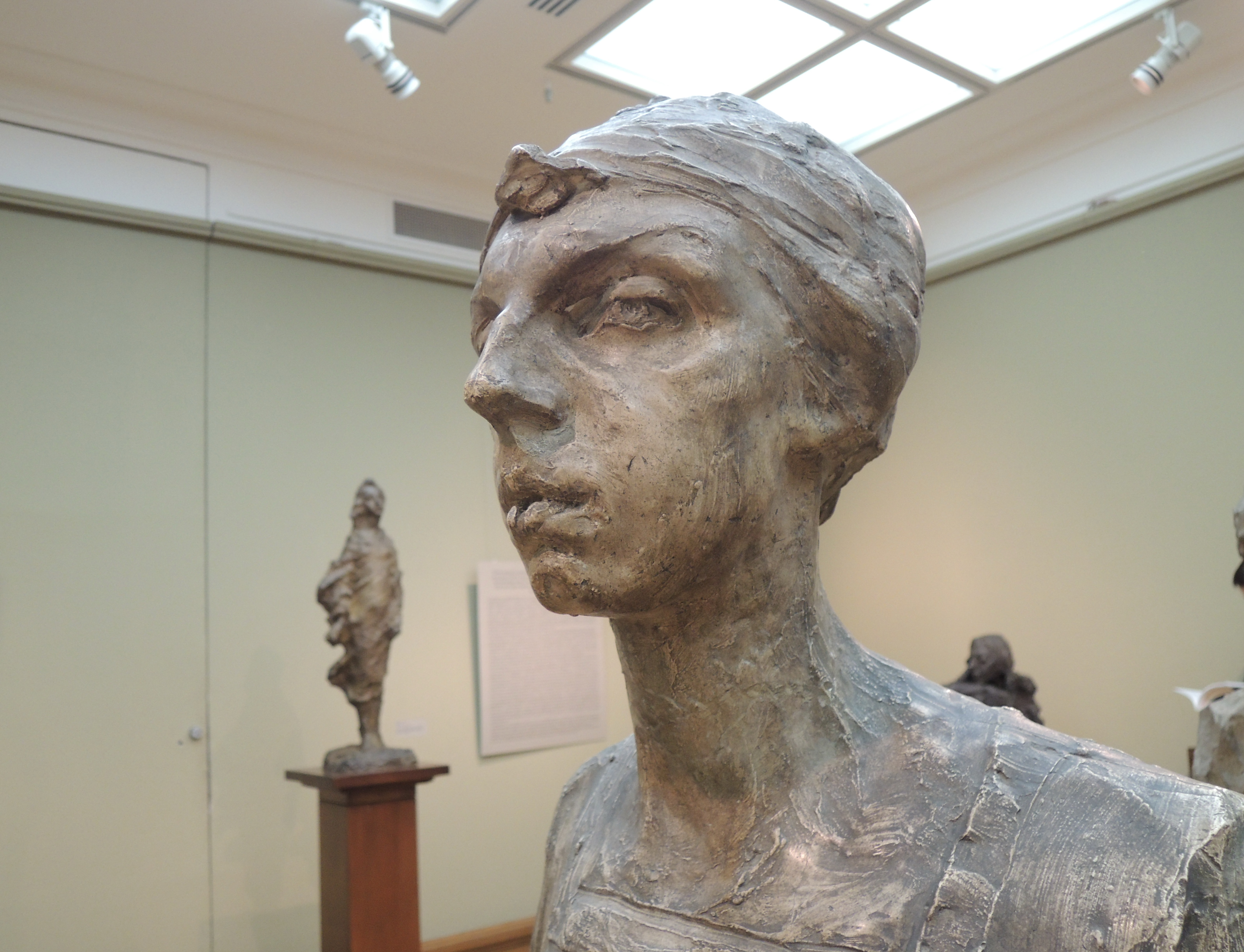
То же (гипс)
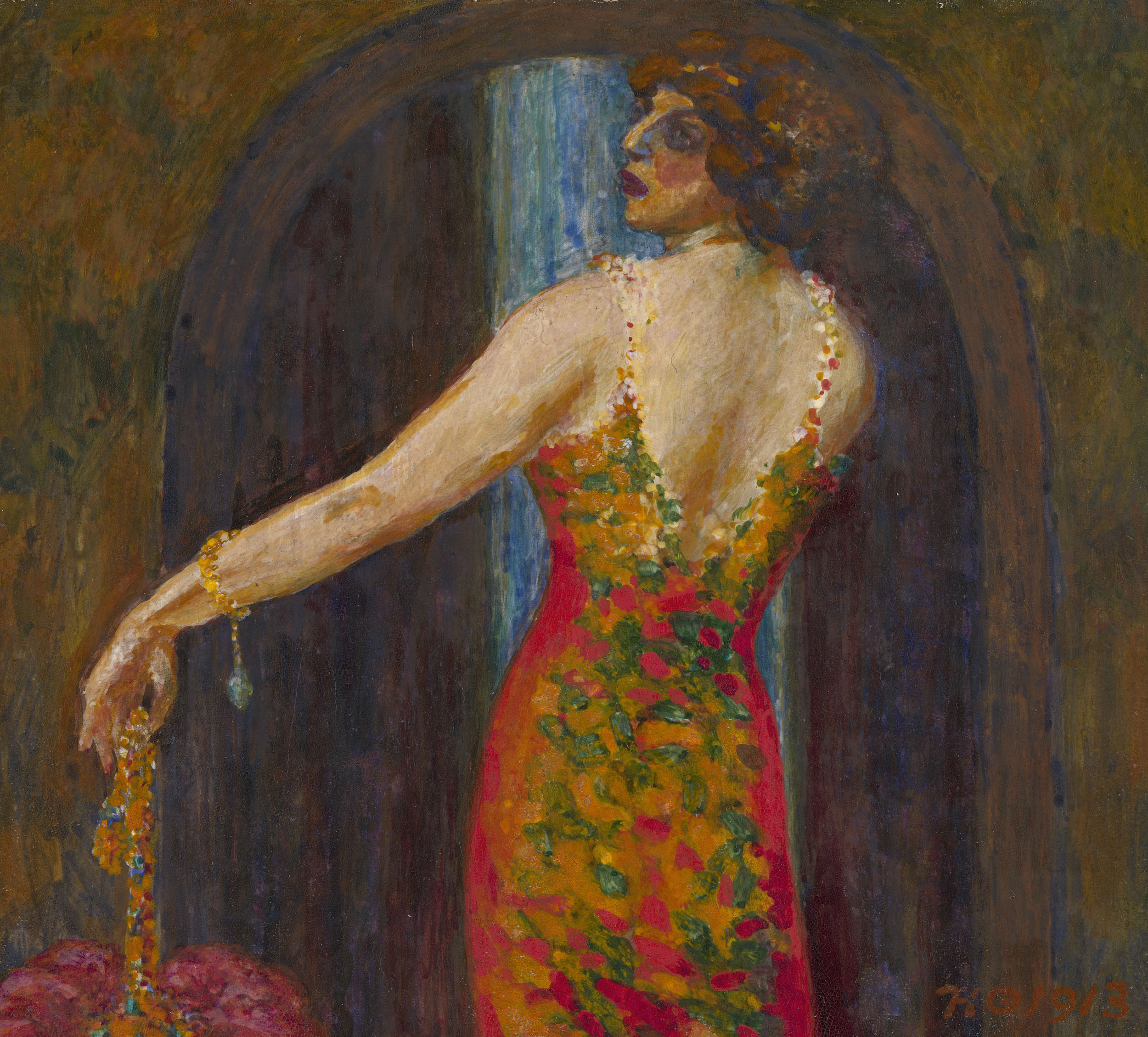
На портрете Н. Феофилактова.